# Голембіовський Олександр
Олександр Голембіовський (16 червня 1946, Горький, СРСР) — радянський хокеїст, нападник.

## Спортивна кар'єра
Вихованець горківського «Торпедо». Дев'ять сезонів захищав кольори київських команд «Динамо» і «Сокіл». У вищій лізі провів 117 матчів (26+3), у першій — 130 (36+11). У складі студентської збірної СРСР здобув перемогу на Універсіаді-1968.

## Статистика
| Сезон               | Клуб                | Ліга                | І   | Г  | П | О  | ШХ |
| ------------------- | ------------------- | ------------------- | --- | -- | - | -- | -- |
| 1965-66             | «Динамо» (Київ)     | вища                | 8   | 3  | 1 | 4  | 4  |
| 1966-67             | «Динамо» (Київ)     | вища                | 28  | 6  | 1 | 7  | 2  |
| 1967-68             | «Динамо» (Київ)     | вища                | 27  | 4  | 1 | 5  | 2  |
| 1968-69             | «Динамо» (Київ)     | вища                | 22  | 7  | - | -  | -  |
| 1969-70             | «Динамо» (Київ)     | вища                | 32  | 6  | - | -  | -  |
| 1970-71             | «Динамо» (Київ)     | перша               | 28  | 7  | - | -  | 4  |
| 1971-72             | «Динамо» (Київ)     | перша               | 40  | 14 | 2 | 16 | 16 |
| 1972-73             | «Динамо» (Київ)     | перша               | 40  | 7  | 5 | 12 | 14 |
| 1973-74             | «Сокіл» (Київ)      | перша               | 22  | 8  | 4 | 12 | 8  |
| Всього у вищій лізі | Всього у вищій лізі | Всього у вищій лізі | 117 | 26 | 3 | 29 | 8  |